# Minnetonka (Minnesota)
Minnetonka egy város Minnesota állam Hennepin megyéjében, 13 km-re Minneapolistól. A 2010-es népszámláláson a lakosság száma 49,734 fő volt. A település neve a sziú indián mni tanka szóból származik, melynek jelentése "nagy víz". A város otthona a Cargill cégnek, ami az Egyesült Államok legnagyobb magántulajdonban lévő cége. Szintén itt van a UnitedHealth Group székhelye, amely az állam legnagyobb köztulajdonban lévő cége.

## Földrajz
A város területe 73.09 km2, amelyből 3.34 km2 víz. A település része a Lake Minnetonka keleti sarka, amely Minnesota egyik legnagyobb tava. A tó elsődleges lefolyása a Minnehaha Creek, amely a Mississippi folyóba folyik bele. Minnetonka 13 km-re, nyugatra található Minneapolistól.

## Gazdaság
Többek között a Carlson, a Cargill (amely az Egyesült Államok legnagyobb magántulajdonban lévő cége), a Radisson Hotel Group, a G&K Services és az AmeriPride Services székhelye is itt található.

### Fő munkaadók
| #  | Munkaadó                        | Dolgozók száma |
| -- | ------------------------------- | -------------- |
| 1  | UnitedHealth Group              | 4,400          |
| 2  | Cargill                         | 3,400          |
| 3  | Carlson                         | 3,100          |
| 4  | Minnetonka iskolái              | 1,671          |
| 5  | Rosemount Engineering (Emerson) | 1,600          |
| 6  | Medica Health Plans             | 1,300          |
| 7  | Starkey Hearing Technologies    | 1,300          |
| 8  | St. Jude Medical                | 1,300          |
| 9  | SuperValu                       | 1,265          |
| 10 | MTS                             | 800            |

## Történelem
A 19. század közepén kezdett átalakulni sűrű erdősségből az iparosodás következményében. Minnetonka a sziú és odzsibvé indiánok otthona volt, mielőtt az 1800-as években megérkeztek a telepesek. Az indiánok hite szerint a Lake Minnetonka (mni tanka kifejezésből származik, jelentése: nagy víz) és környéke szent. Az első felfedezések a területen 1822-ben történtek, miután az újonnan felépített Fort Snellingből érkezett egy csoport a Minnehaha Creek folyón. 1851-ben a sziú indiánok eladták a területet az Egyesült Államoknak a Traverse des Sioux-i egyezmény során. Az 1857-es népszámláláson 47 háztartást számoltak össze.
A Mississippi folyó nyugati oldalán 1852-ben épült fel az első magántulajdonban működő fűrésztelep. Az itt feldolgozott tölgyfákból 1853-ban építették fel az első függőhidat a Mississippi felett a Saint Anthony vízeséseknél. Az ezen területen felépült Minnetonka Mills volt az első végleges európai-amerikai település Minnesota Hennepin megyéjében. 1855-ben felépítettek egy kétemeletes fűrésztelepet, amelynek második emeletén egy bútorgyár volt.
1874-ben Charles H. Burwell megvásárolta a Minnetonka Mill Company-t és épített egy viktoriánus házat családjának, amely napjainkban a város tulajdonában van. 1883 és 1956 között egyre kisebb lett a város, Wayzata, Hopkins, Deephaven, Woodland és Saint Louis Park függetlenedésével.

## Népesség
| Lakosok száma | 203  | 49 734 | 53 781 |
|               | 1860 | 2010   | 2020   |

## Politika
Minnetonka Minnesota harmadik kongresszusi körzetébe tartozik és a képviselője az Egyesült Államok Képviselőházában Dean Phillips (Demokrata Párt).
| Év   | Hivatal   | Eredmény               | Párt         |
| ---- | --------- | ---------------------- | ------------ |
| 2000 | Elnök     | Bush 50 - 46%          | Republikánus |
| 2004 | Képviselő | Ramstad 65 - 35%       | Republikánus |
| 2004 | Elnök     | Bush 51 - 48%          | Republikánus |
| 2006 | Képviselő | Ramstad 65 - 35%       | Republikánus |
| 2008 | Képviselő | Paulsen 48.5 - 40.9%   | Republikánus |
| 2008 | Elnök     | Obama 52 - 46%         | Demokrata    |
| 2010 | Képviselő | Paulsen 58.8 - 36.6%   | Republikánus |
| 2012 | Képviselő | Paulsen 58.1 - 41.8%   | Republikánus |
| 2012 | Elnök     | Obama 49.6 - 48.8%     | Demokrata    |
| 2014 | Képviselő | Paulsen 62.1 - 37.8%   | Republikánus |
| 2016 | Képviselő | Paulsen 56.9 - 43.1%   | Republikánus |
| 2016 | Elnök     | Clinton 50.8 - 41.4%   | Demokrata    |
| 2018 | Képviselő | Phillips 55.61 - 44.2% | Demokrata    |
| 2018 | Szenátor  | Klobuchar 62.3 - 34.7% | Demokrata    |
| 2020 | Elnök     | Biden 58.7 - 39.2%     | Demokrata    |

## Sport
A Minnetonka Dynamo, a város jéglabda csapata országos bajnok lett 1994-ben, 1998-ban és 2000-ben.
A Minnetonka Milers baseballcsapat állami bajnok lett háromszor 2015 és 2017 között.

## Nevezetes személyek
- Beau Allen – defensive tackle, NFL, Tampa Bay Buccaneers
- Paige Bueckers – válogatott kosárlabdázó, az itt található Hopkins Középiskolában játszott négy évig
- Eric Freeman – színész
- Jake Gardiner – jégkorongozó, Carolina Hurricanes
- Jack Hillen – jégkorongozó
- Kris Humphries – NBA-kosárlabdázó
- Gary Jacobson – golfozó[6]
- Ryan McCartan – színész Disney-csatornán
- Sidney Morin – jégkorongozó, HV71
- Tom Petters – a Petters Group Worldwide korábbi, elítélt vezérigazgatója
- Al Quie – Minnesota kormányzója (1979–1983)
- Gretchen Quie – művész, Minnesota first ladyje (1979–1983)
- Mike Ramsey – az 1980-as olimpiai aranyérmes amerikai jégkorong-válogatott tagja
- Terrell Sinkfield – amerikai cornerback
- Dave Snuggerud – jégkorongozó
- Wesley So – sakk nagymester
- Judy Traub – Minnesota állam szenátora
- Jill Trenary – műkorcsolyázó